# Prasinocyma glauca
Prasinocyma glauca är en fjärilsart som beskrevs av W. Warren 1907. Prasinocyma glauca ingår i släktet Prasinocyma och familjen mätare. Inga underarter finns listade i Catalogue of Life.